# Victor Sanders
Victor Sanders (Portland, 16 febbraio 1995) è un cestista statunitense.

## Palmarès

### Squadra
- FIBA Europe Cup: 1

Włocławek: 2022-2023
- Coppa del Belgio: 2

Anversa Giants: 2019, 2020
- Supercoppa di Romania: 1

U Cluj: 2022

### Individuale
- Polska Liga Koszykówki MVP: 1

Włocławek: 2023-2024